# ميخائيل هدسون (ضابط بحري)
ميخائيل هدسون (بالإنجليزية: Michael Wyndham Hudson)‏ هو ضابط بحري أسترالي، ولد في 10 مارس 1933 في تاري في أستراليا، وتوفي في 27 فبراير 2005 في سيدني في أستراليا.